# Seznam kapitol mangy Owari no Seraph
Toto je seznam kapitol mangy Owari no Seraph. Japonskou mangu Owari no Seraph  píše Takaja Kagami a ilustruje Jamato Jamamoto. Vychází v časopise Jump Square nakladatelství Šúeiša od 3. září 2012 a ve formátu tankóbon vychází manga od 1. ledna 2013. Doposud nakladatelství Šúeiša v tomto formátu vydalo devatenáct svazků.

## Seznam svazků
| Kapitoly: - 1. Svět krve (血脈のセカイ, Kečimjaku no sekai) - 2. Lidstvo po zkáze (破滅後のニンゲン, Hamecu-go no ningen) - 3. Démon přežívající v srdci (心に棲むオニ, Kokoro ni sumu oni) | Pokrývá díly anime: - Owari no Seraph, díly 1–3 |

| Kapitoly: - 4. Zapřisáhlý nepřítel (不倶戴天の敵, Fugutaiten no teki) - 5. Upír Mikaela (ミカエラ吸血鬼, Mikaera kjúkecuki) - 6. Černý asura (漆黒のアシュラ, Šikkoku no ašura) - 7. Nová rodina (新しいカゾク, Atarašii kazoku) | Pokrývá díly anime: - Owari no Seraph, díly 4–6 |

| Kapitoly: - 8. Tým Micuby (三葉のチーム, Micuba no čímu) - 9. Začátek vyvražďování (殲滅のハジマリ, Senmecu no hadžimari) - 10. Upíří útok (襲撃のヴァンパイヤ, Šúgeki no vanpaija) - 11. Dohoda s královnou (女王とのケイヤク, Džoó to no keijaku) | Pokrývá díly anime: - Owari no Seraph, díly 7–9 |

| Kapitoly: - 12. Bezpečný lék (安全なクスリ, Anzenna kusuri) - 13. Shledání přátel z dětství (幼馴染のサイカイ, Osananadžimi no saikai) - 14. Každý hříšníkem (みんなツミビト, Minna cumibito) - 15. Komplikované vztahy (工作するカンケイ, Kósakusuru kankei) | Pokrývá díly anime: - Owari no Seraph, díly 9–12 |

| Kapitoly: - 16. Svět lidí (人間のセカイ, Ningen no sekai) - 17. Prokleté morče (呪うモルモット, Norou morumotto) - 18. Posednut Mahiru (憑依するマヒル, Hjóisuru Mahiru) - 19. Příčina zběsilosti (暴走のリュウ, Bósó no rjú) | Pokrývá díly anime: - Owari no Seraph: Nagoja kessen-hen, díly 1–3 |

| Kapitoly: - 20. Démonova noční můra (悪魔のアクム, Akuma no akumu) - 21. Krabice Kiseki-ó (鬼箱王のハコ, Kiseki-ó no hako) - 22. Zapovězená Krul (禁忌のクルル, Kinki no Kururu) - 23. Úmysl Císařské démoní armády (帝鬼軍のヤボウ, Teikigun no jabó) | Pokrývá díly anime: - Owari no Seraph: Nagoja kessen-hen, díly 2–3 |

| Kapitoly: - 24. Rozkazy Měsíčního démona (月鬼のゴウレイ, Gekki no górei) - 25. Narumi a dvacetiletý (鳴海とハタチ, Narumi to hatači) - 26. Smysl krvežíznivosti (血乏するリセイ, Čitomosuru risei) - 27. Urozený Lucal (貴族のルカル, Kizoku no Rukaru) | Pokrývá díly anime: - Owari no Seraph: Nagoja kessen-hen, díly 4–5 |

| Kapitoly: - 28. Vzpoura dobytku (反逆するカチク, Hangjakusuru kačiku) - 29. Kdo za tím stojí? (黒幕はダレダ, Kuromaku wa dare da) - 30. Meč spravedlnosti (正義のツルギ, Seigi no curugi) - 31. Šin'ja a Guren (深夜とグレン, Šin'ja to Guren) | Pokrývá díly anime: - Owari no Seraph: Nagoja kessen-hen, díly 5–8 |

| Kapitoly: - 32. Velitel Crowley (君臨するクローリー, Kunrinsuru Kurórí) - 33. Démoní ukolébavka (鬼のコモリウタ, Oni no komoriuta) - 34. Síla Ašuramaru (阿朱羅丸のチカラ, Ašuramaru no čikara) - 35. Přátelé zrádci (裏切りのミカタ, Uragiri no mikata) | Pokrývá díly anime: - Owari no Seraph: Nagoja kessen-hen, díly 7–9 |

| Kapitoly: - 36. Jú a Mika (優とミカ, Jú to Mika) - 37. Rodina a netvor (家族とバケモノ, Kazoku to bakemono) - 38. Probuzený namanari (目覚めたナマナリ, Mezameta namanari) - 39. Začátek plánu (計画のハジマリ, Keikaku no hadžimari) | Pokrývá díly anime: - Owari no Seraph: Nagoja kessen-hen, díly 3, 10–12 |

| Kapitoly: - 40. Trumpeta zkázy (滅びのラッパ, Horobi no rappa) - 41. Sobecká láska (傲慢なアイ, Góman'na ai) - 42. Pád Sanguinemu (終焉のサングィネム, Šúen no Sanguinemu) - 43. Počáteční vesnice (始まりのマチ, Hadžimari no mači) | Pokrývá díly anime: - Owari no Seraph: Nagoja kessen-hen, díl 12 |

| Kapitoly: - 44. Přes moře smrti (死海ドライブ, Šikai doraibu) - 45. Sestry Sangúovy (三宮家のシマイ, Sangú-ke no šimai) - 46. Návrat hrdiny (英雄のキカン, Eijú no kikan) - 47. Cena kněze (祈りのダイショウ, Inori no daišó) |

| Kapitoly: - 48. Výroba anděla (天使のシクミ, Tenši no šikumi) - 49. Vzpomínka progenitora (始祖のオモイデ, Šiso no omoide) - 50. Pokrevní bratři (血のキョウダイ, Či no kjódai) - 51. Ukřižování nesmrtelného (不死者ハリツケ, Fuši-ša haricuke) |

| Kapitoly: - 52. Podezřelá pevnost (怪しいヤカタ, Ayaší jakatai) - 53. Tajemství svatého rytíře (聖騎士のヒミツ, Hidžiri kiši no himicu) - 54. Vánoce hříšníka (罪人のクリスマス, Tsumibito no kurisumasu) - 55. Rakve obsese (執着のカンヶ, Šúčaku no kanke) |

| Kapitoly: - 56. Upír s nevymáchanou pusou (お喋りヴァンパイア, Ošaberi vuanpaia) - 57. Kdo je to král? (王とはナ二力, Ó to wa na ni čikara) - 58. Důvod přežít (生存リユウ, Seizon rijú) - 59. Kdo je tvůj majitel? (飼い主はダレカ, Kainuši wa dareka) |

| Kapitoly: - 60. Obklíčení Ky Luca (キ・ルク包囲戦, Ki Ruku hói-sen) - 61. Kdo je víc znuděn? (退屈なクラベ, Taikucuna kurabe) - 62. Nevzpomenuté trauma (知らないトラウマ, Širanai torauma) - 63. Důkaz býti člověkem (人間のアカシ, Ningen no akaši) |

| Kapitoly: - 64. Jméno anděla (天使のナマエ, Tenshi no Namae) - 65. Nejsi člověk (人間デハナイ, Ningen de hanai) - 66. Rozpolcená Šinoa (閉鎖のシノア, Heisa no Šinoa) - 67. Dveře do puberty (思春期のトビラ, Šišunki no tobira) - 68. Zachránci (救世主タチ, Kjúseišu tači) - 69. Den, kdy se ztratilo slunce (太陽をウシナウ日, Taijó o ušinau-bi) |

| Kapitoly: - 70. Příčina věznitele (従者のタイギ, Džúša no taigi) - 71. Tři černí démoni (黒鬼のサンニン, Kuroki no sannin) - 72. Hiiragi v kleci (檻の中のヒイラギ, Ori no naka no Hiiragi) - 73. Uvnitř Júova meče (優の刀のナカ, Jú no katana no naka) - 74. Láska se probouzí (恋がメザメル, Koi ga mezameru) |

| Kapitoly: - 75. Tajná vzdálenost (秘密のキョリ, Himicu no kijori) - 76. Věk nesmrtelných (不死者のセダイ, Fušiša no sedai) - 77. Záchrana ďábla (悪魔キュウサイ, Akuma kjúsai) - 78. Temný věk Řecka (暗黒のギリシャイ, Ankoku no giriša) - 79. Věčné peklo (永遠にジゴク, Eien ni džigoku) |

| Kapitoly: - 80. Blesk nad Šibujou (雷降るシブヤ, Kaminari furu Šibuja) - 81. Padlá křídla (堕天したツバサ, Daten šita cubasa) - 82. Polední noc (真昼ノ夜, Mahiru-no-joru) - 83. Oni nihiki (鬼ニヒキ) - 84. Kótan suru himegimi (降誕するヒメギミ) |

### Serapuči! Owari no Seraph jonkoma-hen
| Č. | Název                                                                       | Datum vydání     | ISBN              |
| -- | --------------------------------------------------------------------------- | ---------------- | ----------------- |
| 1  | Serapuči! Owari no Seraph jonkoma-hen 1 (せらぷち！終わりのセラフ4コマ編 1) | 4. prosince 2015 | 978-4-08-880513-9 |